# Mühlenstraße (Bremen)

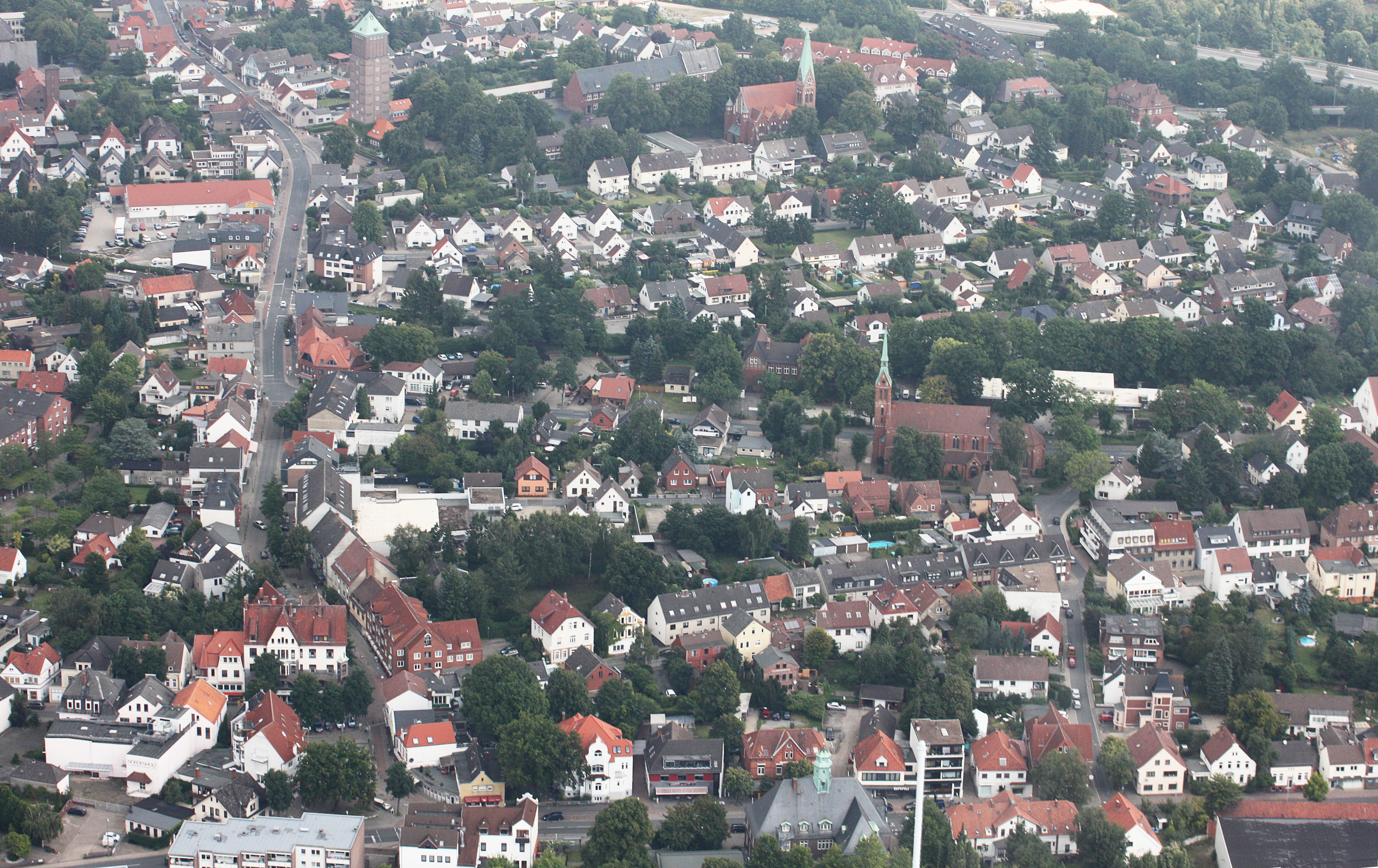
Links in Süd-Nord-Richtung die Mühlenstraße mit Wasserturm Blumenthal (oben), unten Fresenbergstraße mit St.-Marien-Kirche

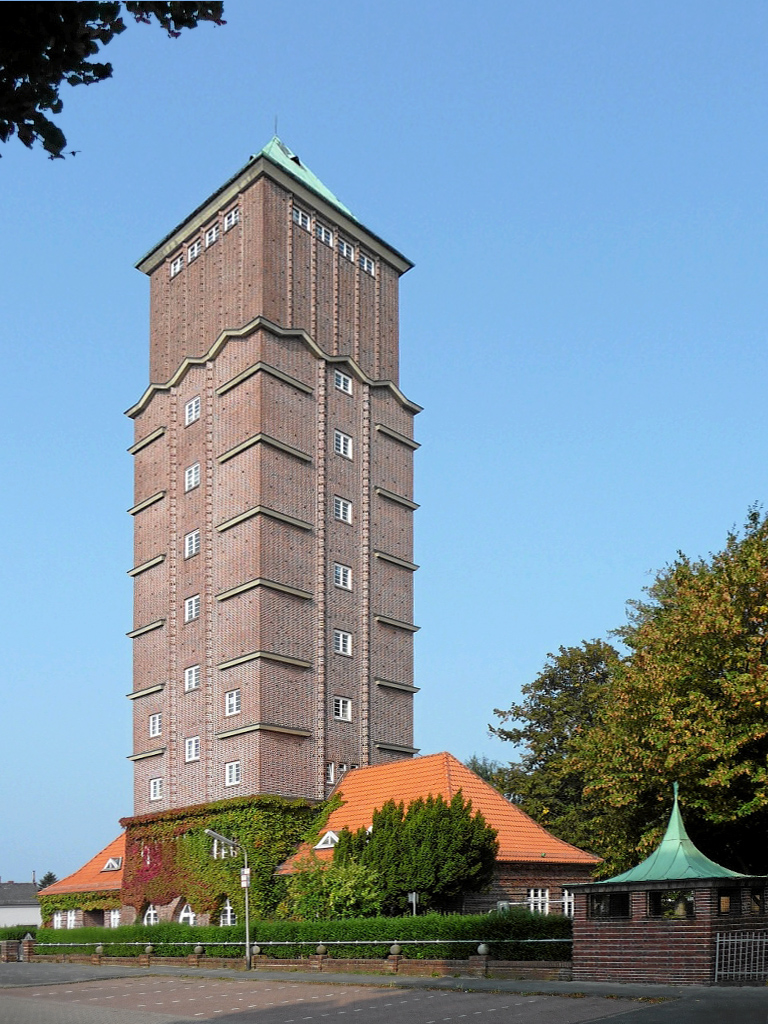
Nr. 62: Wasserturm Blumenthal

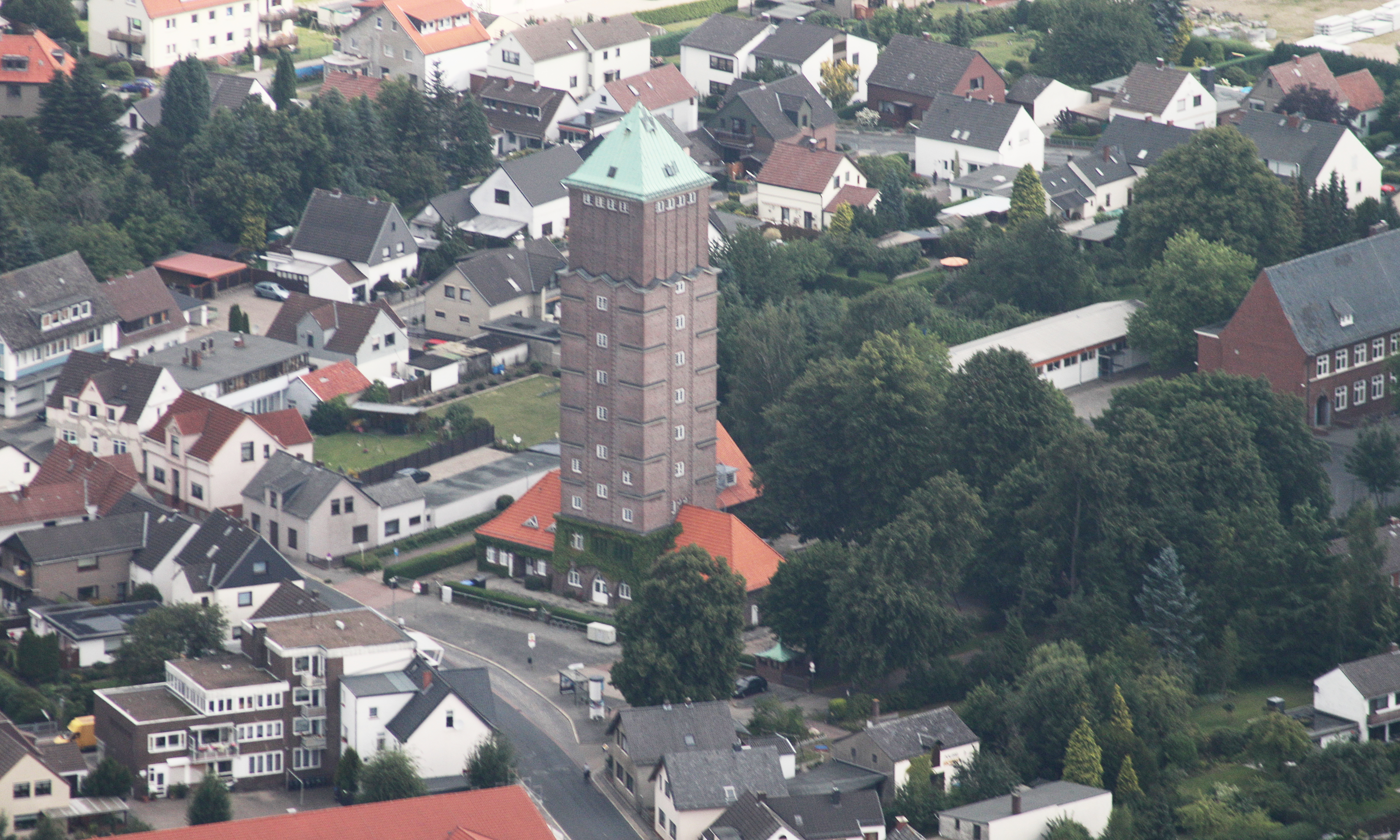
Wasserturm und links die Straße

Die Mühlenstraße in Bremen, Stadtteil Blumenthal, führt in Süd-Nord- und dann Ost-West-Richtung von der Weserstrandstraße / Blumenthaler Marktplatz bis zur Straße Kreinsloger bzw. zum Neuenkirchener Weg.
Die Querstraßen und die Anschlussstraßen wurden benannt u. a. als Weserstrandstraße 1951 nach der Lage an der Weser; Blumenthaler Marktplatz; Kapitän-Dallmann-Straße 1926 nach dem Walfänger, Entdecker und Polarforscher Kapitän Eduard Dallmann (1830–1896); Lüder-Clüver-Straße nach dem Präsidenten der Ritterschaft des Herzogtums Bremen von 1580, Lüder Clüver († 1615); Eichsfelder Straße nach den ersten Anwohnern aus Eichsfeld; Fresenbergstraße nach einer Friesenfamilie, die dort wohnte; Küferstraße nach den Handwerkern, die Behälter herstellten (auch Böttcher); Cord-Steding-Straße nach einem adeligen (15. Jh.) Besitzer der Güter von Burgwall; Johann-Hoppe-Straße nach dem Vogt von 1638 bis 1650 im Haus Blomendal; Zepperstraße nach dem Bürgermeister und Pächter von Haus Blomendal, Johann Friedrich Zepper (1618–1675); Blinkfüer niederdeutsch für Blinkfeuer als Leuchtfeuer in der Seefahrt; Wigmodistraße nach dem alten sächsischen Gau Wigmodi; Besanstraße nach dem hinteren Mast eines Segelschiffs; Hakenwehrstraße nach den Hökern (= Händlern) an der Straße (1440 als Cromerstraße nach den Krämern benannt); Wierenstraße nach den Wieren (= Weiden); Gösper Straße nach dem Ort bei Schwanewede; Rüdelskamp nach Rüdel bzw. Rurdel für den Knüppel an einem Pflug zum Zerbrechen der harten Erdschollen sowie kamp für Landstück; Liebrechtstraße nach dem Landrat Dr. Wilhelm Liebrecht (1850–1925); Kreinsloger nach dem Kreins (= Krähenlager); und Neuenkirchener Weg nach der Gemeinde und heutigem Ortsteil von Schwanewede.

## Geschichte

### Name
Die Straße wurde benannt nach einer Bockwindmühle von 1762, die auf dem Hellenkamp stand; heute ist hier der Blumenthaler Markt. 1767 übernahm Johann Phillipp Reis die Mühle. 1780 beschwerte sich der Müller über den Bau mehrerer Häuser und vor allem über angepflanzte Bäume, die der Mühle den Wind nahmen. Das Oberappellationsgericht Celle gab ihm in zweiter Instanz Recht. 1793 berichtete der vom Hof eingesetzte Amtmann die Entfernung von störenden Anlagen. Die Kosten musste der Blumenthaler Oberamtmann Rudorff (vermutlich zu Lasten des Amtes Blumenthal) begleichen. 1844 erwarb Dietrich Schulken die Mühle und baute 1855 daneben das Hotel Union. 1856 brannte die Mühle ab. Der neue Eigner Heinrich Mertens errichtete eine Galerieholländer-Windmühle. 1910 wurden die Flügel der inzwischen dampfbetriebenen Mühle entfernt, später auch der Rumpf.

### Entwicklung
Blumenthal gehörte bis 1939 zur preußischen Provinz Hannover und danach zu Bremen. Ab 1890 hatte das Gebiet durch den Betrieb der nahen Bremer Woll-Kämmerei (BWK) einen erheblichen Bevölkerungszuwachs. In dem bis dahin ländlich geprägten Gebiet wurden viele Wohnhäuser an der Erschließungsstraße gebaut. Sie war bis zur Schließung der BWK im südlichen Teil eine belebte Einkaufsstraße. Nicht unstrittig war der Bau des Wasserturms von 1928, der bis Anfang der 1990er Jahre in Betrieb war.

### Verkehr

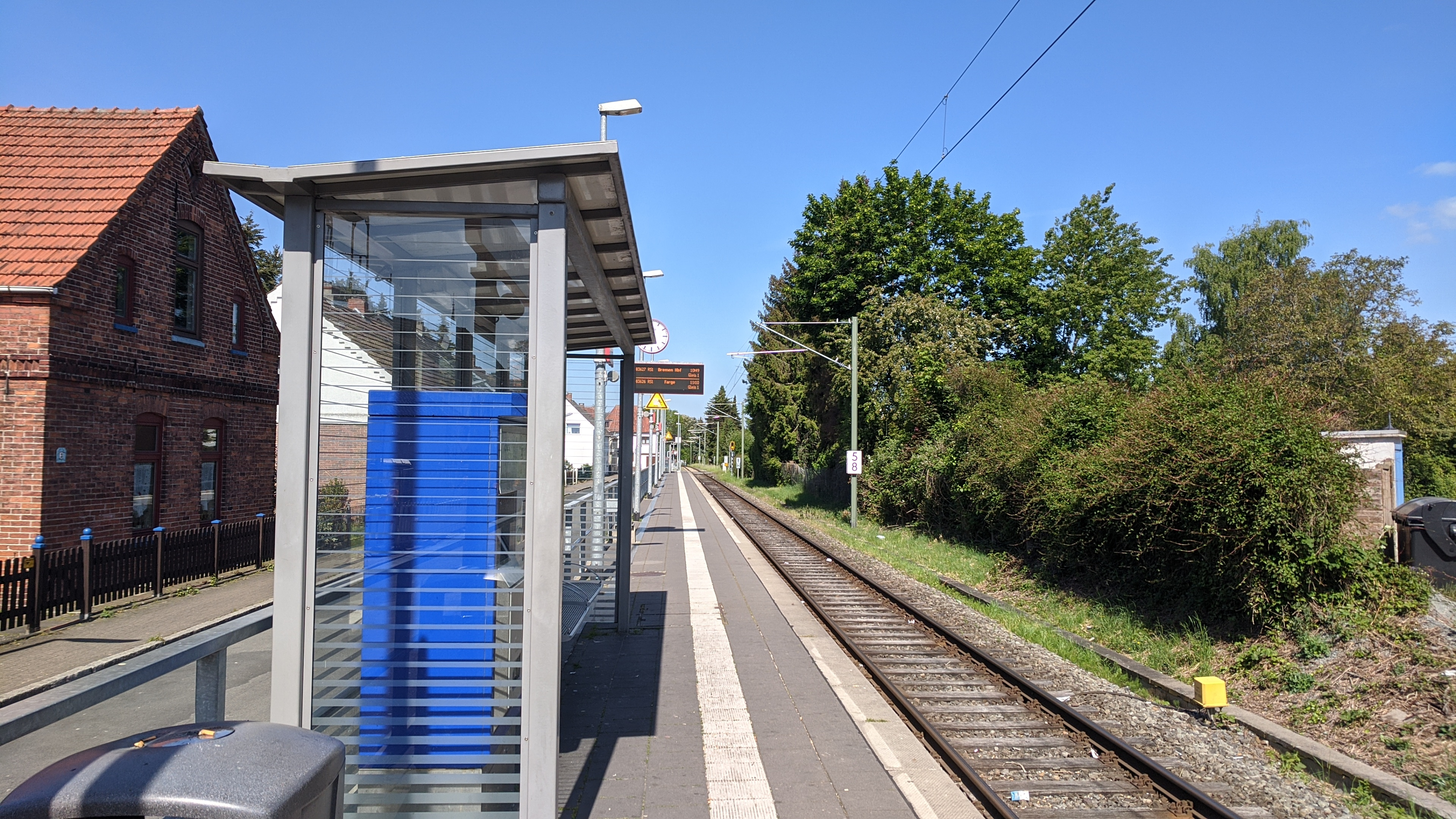
Haltepunkt Bremen-Mühlenstraße, 2020

Die Straße ist vom Markt bis zur Fresenbergstraße 30 Km-Zone und gepflastert.
Im Nahverkehr in Bremen durchfahren die Buslinien 95 (Gröpelingen ↔ Bockhorn) und 96 (Ringverkehr Blumenthal) und es tangieren die Buslinien 90 und 90E (Gröpelingen ↔ Neuenkirchen) sowie 91, 92 (Gröpelingen ↔ Rönnebeck) und 94 (Marßel ↔ Bf Burg ↔ Schwanewede-Nord) die Straße.
Die S-Bahnlinie RS 1 (Farge – Vegesack – Bremen Hbf – Achim – Verden) der NordWestBahn im Nahverkehr in Bremen hat einen Haltepunkt Mühlenstraße.
| Linie | Verlauf | Takt                                            |
| ----- | --- | ----------------------------------------------- |
| RS 1  | Bremen-Farge – Bremen Turnerstraße – Bremen Kreinsloger – Bremen Mühlenstraße – Bremen-Blumenthal – Bremen Klinikum Nord/Beckedorf – Bremen-Aumund – Bremen-Vegesack – Bremen-Schönebeck – Bremen-St. Magnus – Bremen-Lesum – Bremen-Burg – Bremen-Oslebshausen – Bremen-Walle – Bremen Hbf – Bremen-Sebaldsbrück – Bremen-Mahndorf – Achim – Baden (Kr Verden) – Etelsen – Langwedel – Verden (Aller) Stand: Fahrplanwechsel Dezember 2023 | 30 min 60 min (Bremen Hbf–Verden am Wochenende) |

## Gebäude und Anlagen
An der Straße stehen anfänglich zumeist zwei- bis dreigeschossige Gebäude und dann zumeist ein- und zweigeschossige Wohnhäuser:
- Eckhaus Kapitän-Dallmann-Straße Nr. 2: 3-gesch. Wohn- und Geschäftshaus mit differenzierter Eckausbildung, mit Konditorei und Drogerie
- Nr. 6: 2-gesch. Wohn- und Geschäftshaus mit Alter Apotheke
- Nr. 26: 2-gesch. Wohn- und Geschäftshaus mit Deutscher Post / DHL
- Nr. 27: 3-gesch. Wohn- und Geschäftshaus mit Bistro
- Nr. 30: 2-gesch. Eckgebäude der Volksbank Bremen-Nord
- Zwischen Nr. 38 und 40: Regio-S-Bahn-Linie RS 1 (Farge – Bremen Hbf – Achim – Verden) der NordWestBahn im Nahverkehr in Bremen mit Haltepunkt Mühlenstraße
- Nr. 43: 2-gesch. Hotel
- Nr. 47: 1-gesch. Einkaufsmarkt
- Nr. 62: Denkmalgeschützter expressionistischer 50 Meter hoher Wasserturm Blumenthal von 1928 nach Plänen von Michael Fischer, bis Anfang der 1990er Jahre in Betrieb, danach privatisiert, seit 1966 Kindertagesstätte Wasserturm in den Seitenflügeln, Wahrzeichen Blumenthals.[4][5]
- Nr. 70: 2-gesch. Gebäude mit der öffentlichen Bücherei Blumenthal
- Zwischen Nr. 96 und 102: Brücke von um 2000 über die Autobahn 270 (Blumenthal bis Verkehrsknoten Bremen-Nord (Ihlpohler Kreisel), bis 2001 die Bundesstraße 74)
- Nr. 113: 1-gesch. reetgedecktes Wohnhaus und 1-gesch. giebelständiges verklinkertes ehemaliges Bauernhaus
- Nr. 154: 1-gesch. dekoratives Wohnhaus

Kunstobjekte, Gedenktafeln
- Stolpersteine für die Opfer des Nationalsozialismus gemäß der Liste der Stolpersteine in Bremen:
  - Nr. 34 für den Kaufmann Rudolph Löw (1887–1938), Suizid